# Горс-Лейкс 152B
Горс-Лейкс 152B (англ. Horse Lakes 152B) — індіанська резервація в Канаді, у провінції Альберта, у межах муніципального району Ґранд-Прері № 1.

## Населення
За даними перепису 2016 року, індіанська резервація нараховувала 469 осіб, показавши зростання на 16,7%, порівняно з 2011-м роком. Середня густина населення становила 32,7 осіб/км².
З офіційних мов обидвома одночасно володіли 5 жителів, тільки англійською — 465. Усього 50 осіб вважали рідною мовою не одну з офіційних, з них усі — одну з корінних мов.
Працездатне населення становило 51,7% усього населення, рівень безробіття — 26,7%.
Середній дохід на особу становив $28 358 (медіана $21 005), при цьому для чоловіків — $33 004, а для жінок $24 188 (медіани — $22 272 та $19 136 відповідно).
17,2% мешканців мали закінчену шкільну освіту, не мали закінченої шкільної освіти — 58,6%, 24,1% мали післяшкільну освіту.
| Статево-вікова структура населення | Статево-вікова структура населення | Статево-вікова структура населення | Статево-вікова структура населення | Статево-вікова структура населення |
| ---------------------------------- | ---------------------------------- | ---------------------------------- | ---------------------------------- | ---------------------------------- |
|                                    |                                    |                                    |                                    |                                    |
| Всього                             | Всього                             | 52,1%47,9%                         |                                    |                                    |
| 0 — 14 років                       | 0 — 14 років                       |                                    | 37,2%                              | 37,2%                              |
| 15 — 64 років                      | 15 — 64 років                      |                                    | 57,4%                              | 57,4%                              |
| 65 і більше                        | 65 і більше                        |                                    | 5,3%                               | 5,3%                               |
| Середній вік (років)               | Середній вік (років)               | 24,625,5                           | 25,1                               | 25,1                               |
| Медіана (років)                    | Медіана (років)                    | 19,121,7                           | 20,6                               | 20,6                               |
| — чоловіки — жінки                 |                                    |                                    |                                    |                                    |

| Походження мешканців:     | Походження мешканців:     | Походження мешканців: | Походження мешканців: | Походження мешканців: |
| ------------------------- | ------------------------- | --------------------- | --------------------- | --------------------- |
| Походження                |                           |                       | осіб                  | %                     |
| Корінні американці        | Корінні американці        |                       | 460                   | 98.92%                |
| Інше північноамериканське | Інше північноамериканське |                       | 0                     | 0%                    |
| Європейське               | Європейське               |                       | 65                    | 13.98%                |
| британське                | британське                |                       | 25                    | 5.38%                 |
| французьке                | французьке                |                       | 30                    | 6.45%                 |
| українське                | українське                |                       | 10                    | 2.15%                 |

## Клімат
Середня річна температура становить 2,1°C, середня максимальна – 19,9°C, а середня мінімальна – -18,5°C. Середня річна кількість опадів – 469 мм.
| Клімат поселення                              | Клімат поселення | Клімат поселення | Клімат поселення | Клімат поселення | Клімат поселення | Клімат поселення | Клімат поселення | Клімат поселення | Клімат поселення | Клімат поселення | Клімат поселення | Клімат поселення | Клімат поселення |
| Показник                                      | Січ.             | Лют.             | Бер.             | Квіт.            | Трав.            | Черв.            | Лип.             | Серп.            | Вер.             | Жовт.            | Лист.            | Груд.            |                  |
| Середній максимум, °C                         | −6,08            | −3,41            | 1,70             | 10,01            | 15,47            | 19,38            | 19,88            | 18,92            | 14,19            | 8,50             | −1,68            | −6,71            |                  |
| Середня температура, °C                       | −12,29           | −9,62            | −4,52            | 3,79             | 9,26             | 13,16            | 15,20            | 14,25            | 9,54             | 3,82             | −6,35            | −11,39           |                  |
| Середній мінімум, °C                          | −18,5            | −15,85           | −10,72           | −2,43            | 3,04             | 6,94             | 10,50            | 9,57             | 4,86             | −0,85            | −11,03           | −16,07           |                  |
| Норма опадів, мм                              | 26               | 18               | 20               | 19               | 42               | 76               | 78               | 65               | 48               | 30               | 24               | 23               |                  |
| Середньомісячна швидкість вітру, м/с          | 2.70             | 2.75             | 3.10             | 3.40             | 3.50             | 3.30             | 2.96             | 2.80             | 3.10             | 3.30             | 2.90             | 2.80             |                  |
| Середньомісячна сонячна радіація, кДж/м²·день | 2609             | 5843             | 11124            | 16321            | 19738            | 21594            | 21241            | 17454            | 11446            | 6271             | 2994             | 1901             |                  |
| --------------------------------------------- | ---------------- | ---------------- | ---------------- | ---------------- | ---------------- | ---------------- | ---------------- | ---------------- | ---------------- | ---------------- | ---------------- | ---------------- | ---------------- |
| Джерело:                                      |                  |                  |                  |                  |                  |                  |                  |                  |                  |                  |                  |                  |                  |